# Classe Mistral
Vous lisez un « bon article » labellisé en 2012.
Pour les articles homonymes, voir Mistral, BPC et PHA.
La classe Mistral est l'ensemble des navires de la marine française de type porte-hélicoptères amphibie (PHA) — ou, jusqu'en janvier 2019, bâtiment de projection et de commandement (BPC). Son appellation OTAN est Landing Helicopter Dock (LHD).
Les bâtiments de la classe Mistral sont les premiers de ce type à être construits en France pour la Marine nationale. Leur taille et leurs caractéristiques leur permettent d’être intégrés soit au groupe aéronaval français, soit à la Force de réaction de l'OTAN, soit à des missions de maintien de la paix sous mandat de l'ONU ou dans le cadre de l'Union européenne.
Cinq de ces navires, dont l'étude a débuté en 1997, ont été construits :
- le Mistral (L9013), admis au service actif le 18 décembre 2006 ;
- le Tonnerre (L9014), entré en service le 1er août 2007 ;
- le Dixmude (L9015), entré en service le 27 juillet 2012[2] ;
- le Gamal Abdel Nasser et le Anouar el Sadate, initialement destinés à la marine russe et vendus en 2015 à la marine égyptienne[3].

La construction d'une quatrième unité pour la Marine nationale, qui devait remplacer le TCD Siroco, a été annulée en 2013.
Le coût d'un navire de la classe Mistral se situe entre 294 et 420 millions d'euros.

## Historique

### Doctrine des opérations amphibies françaises de 1997
Le bâtiment d’intervention polyvalent (BIP) est une étude de LHD lancée en 1997 par les arsenaux français, soit la Direction des constructions navales (DCN) publique, devenue aujourd’hui la société de droit privé Naval Group. Elle intervient au même moment où se fait jour un renouvellement de la doctrine des opérations amphibies françaises.
Selon différentes publications internes aux Armées françaises, le BIP participe, au travers du Concept National des Opérations Amphibies (CNOA) du 10 juin 1997, au renouveau des forces « de moindre activité depuis les années 1960 […] même si la France possède toujours des bâtiments spécialisés, plutôt utilisés d’ailleurs pour les transports opérationnels », à savoir les transports de chalands de débarquement (TCD) classe Ouragan type « O » et classe Foudre type « F ».

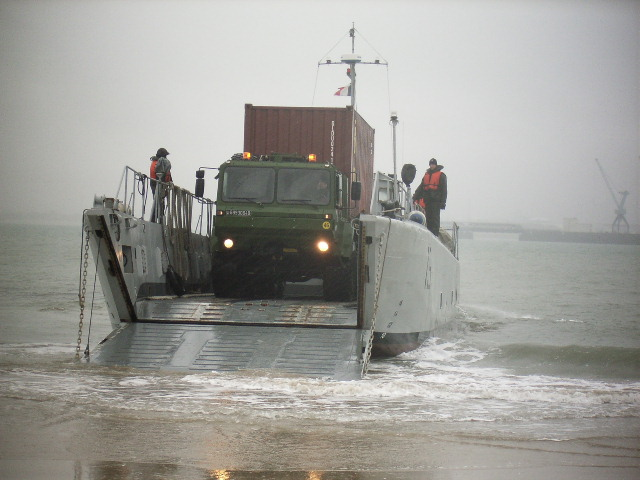
Un véhicule porte-conteneurs maritimes à bord d'un chaland de transport de matériel (CTM).

Le CNOA prévoit, en effet, « avec les capacités amphibies actuelles de la France, la préparation et la conduite de quatre types d’opérations amphibies : à savoir le débarquement (amphibious assault, selon l'OTAN), le rembarquement (amphibious withdrawal), la démonstration amphibie (amphibious demonstration) et le va-et-vient (amphibious raid) ». Ce concept demeure « pleinement compatible avec les principales avancées doctrinales des alliés pour permettre la mise en œuvre des capacités françaises dans le cadre plus large des engagements multinationaux », régies par l’Initiative européenne amphibie (IEA) du 5 décembre 2000 et l’Allied Tactical Publication n° 8B (ATP8) de l’OTAN. Le CNOA, qui donne la priorité à l’aéromobilité, insiste néanmoins sur la nécessité d’une « nette augmentation des capacités des hangars véhicules et des logements » et conclut sur l’objectif « de pouvoir projeter depuis la mer un Groupe interarmées embarqué (GIE) de quatre compagnies de combat, soit 1 400 hommes, 280 véhicules et 30 hélicoptères », avec une autonomie de 10 jours dans une profondeur d’une centaine de kilomètres en territoire hostile, où qu’il se trouve sur le globe.
À la différence de celles d’autres nations, les grandes unités françaises à vocation amphibie dépendent de l’Armée de terre. Il s’agit de la 9e brigade d'infanterie de marine (9e BIMa), de la 6e brigade légère blindée (6e BLB), de la 4e brigade aéromobile (4e BAM) et du 519e régiment du train (519e RT) d’appui à la projection.
En janvier 2023, les indicatifs visuels des navires de cette classe sont effacés afin de rendre ses bâtiments plus difficilement identifiables.

### Études: du BIP au PHI

#### Le bâtiment d’intervention polyvalent (BIP)
L’étude du bâtiment d’intervention polyvalent (BIP) apparaît à l’époque des projets de restructurations ou de fusions-acquisitions de l’industrie de défense visant à créer en Europe un « Airbus naval ». L’intégration des industries de défense des dix nations européennes qui disposent chacune d’une expertise navale militaire dans une classe spécifique de bâtiments peine cependant à se concrétiser, essentiellement en raison de considérations politiques. Après l’abandon des deux porte-hélicoptères à propulsion nucléaire PH 75 en 1980, le BIP a pour objectif de proposer une gamme de navires amphibies modulaires (qui deviendra dix ans plus tard la BPC Family). En 1997, cette famille nombreuse, qui comprend trois variantes, est basée sur un modèle commun, le Nouveau transport de chalands de débarquement (NTCD).

#### Le nouveau transport de chalands de débarquement (NTCD)

Comparaison entre un PHA (classe Mistral) et un TCD (classe Foudre).

Le NTCD était destiné à remplacer à l’horizon 2005-2006 les 2 TCD de la classe Ouragan (L9021 et L9022) en fin de carrière puisque mis en service en 1965 et 1968.
Le projet BIP 19 d’un déplacement de 19 000 tonnes, qui correspond peu aux dimensions du NTCD, a une longueur de 190 mètres avec pont continu (flush deck), un maître-bau (largeur) de 26,5 mètres et un tirant d’eau de 6,5 mètres.
Plus légers, les BIP 13, BIP 10 et BIP 8 auraient déplacé, respectivement, 13 000, 10 000 et 8 000 tonnes, pour des longueurs de 151, 125 et 102 mètres et une largeur commune de 23 à 23,2 mètres, ce qui aurait fait de ce dernier modèle un équivalent (le hangar hélicoptères en sus) des 3 Landing Helicopter Docks (LHD) de la classe San Giorgio de la Marina militare (MM) italienne, admis au service actif entre 1987 et 1998 et, alors, les s
euls bâtiments d’assaut amphibies, hors États-Unis, à posséder un pont continu et un radier (dock) de taille appréciable.
À l’époque des études, le projet de NTCD présente également une configuration comprenant un ascenseur à bâbord en porte-à-faux à la façon des LHD américains de la classe Tarawa et un autre à tribord, au centre du pont d’envol et à l’avant de l’îlot. D’autres vues d’artiste et plans le voient gréé en porte-aéronefs, muni d’un tremplin permettant la mise en œuvre du BAE Systems-Lockheed AV-8B Harrier II, du futur JSF V-STOL (depuis Lockheed F-35 Lightning II-B) ainsi que de 4 à 5 spots hélicoptères (dont un renforcé pour le convertible Bell-Boeing V-22 Osprey ou le Sikorsky CH-53E Super Stallion) et d’un radier pouvant accueillir un engin de débarquement d’infanterie et de chars (EDIC) classe Sabre français (Landing Craft Utility pour l’OTAN) ou deux Landing Craft Air Cushion (LCAC) américains. Pourtant, le Sénat français rappelle que « l’accueil d’avions à décollage vertical n’entre pas dans le CNOA ». Cette version avait donc à l’évidence pour but de rendre le BIP 19 attractif à l’exportation alors que les arsenaux espagnols E.N. Bazan (puis Izar et désormais Navantia) avaient déjà vendu à la Thaïlande en 1992 une copie allégée au niveau autodéfense du porte-aéronefs SPS Príncipe de Asturias, le HTMS Chakri Naruebet, mis en service en mars 1997.
D’autres vues d’artiste ultérieures du NTCD voient l’ascenseur principal déplacé en arrière à tribord puis au centre, tandis qu’un ascenseur auxiliaire l’est à l’arrière de l’îlot.
Ces dernières configurations seront retenues par « La Royale ».

#### Le porte-hélicoptères d’intervention (PHI)
À la fin du mois de décembre 2000, le NTCD est renommé en porte-hélicoptères d’intervention (PHI) puis, la Marine nationale s’avisant qu’une telle appellation omet l’amphibie et le commandement, le navire prend le nom, au début de l’année 2001, de bâtiment de projection et de commandement (BPC).

### Partage industriel
Alors que les opérations extérieures (OPEX) amputent les budgets d’équipement (et la disponibilité de la flotte ou maintien en condition opérationnelle (MCO) pourtant votés par la loi de programmation militaire 1997-2002 du 2 juillet 1996, le ministre de la Défense Alain Richard confirme, certes, le lancement du programme durant le salon Euronaval 1998, mais ne donne son feu vert à la construction de deux bâtiments que le 8 décembre 2000, soit avec un an de retard. Le Mistral (L9013) et le Tonnerre (L9014) se basent sur les dernières études du BIP 19. Le contrat de réalisation interne Direction générale de l'Armement (DGA/DCN) est notifié le 22 décembre de la même année. Après avis favorable de la commission spécialisée des marchés de l’Union des groupements d’achats publics (UGAP) le 13 juillet 2001, le contrat est notifié le 30 à la Direction des constructions navales, maître d’œuvre, qui assurera 55 % du chantier en temps de travail et 60 % en valeur et à son sous-traitant, les Chantiers de l'Atlantique (alors propriété d’Alstom Marine). À noter qu’on apprend dès décembre que 3 % en valeur de la construction sera sous-traité par DCN au chantier Stocznia Remontowa de Gdańsk (Pologne) et l’une de ses filiales.
En ce qui concerne le Dixmude, le contrat est notifié le 10 avril 2009 aux Chantiers de l'Atlantique, responsable de la plate-forme et DCNS, responsable du système d'armes.
L’organisation industrielle est décentralisée pour le Mistral et le Tonnerre : la DCN est responsable de l’ingénierie à Lorient, de la conception du système de combat à Toulon, puis de la construction de la partie arrière militaire (dont l’ilôt) et de son intégration à la partie avant à Brest. Cette dernière est réalisée à Saint-Nazaire par les Chantiers de l'Atlantique. À Colombes, Thales, sous-traitant, est responsable des radars et des systèmes de communications. Pour le Dixmude, STX France est responsable de l'entière construction de bâtiment à Saint-Nazaire.
Le délai de livraison de chaque bâtiment sera de seulement 34 mois, contre 46 mois et demi pour les deux TCD Foudre et Siroco (L9011 et L9012), le tout au même prix (685 millions d’euros études comprises) que ces derniers (d’un tonnage deux fois moindre) ou qu’un seul LPH HMS Ocean de la Royal Navy ou un LPD-17 de l’US Navy.

### Développement
Le démarrage du plateau de conception ingénierie intégré (35-40 personnes) a lieu à Saint-Nazaire le 3 septembre 2001.
Le 27, une revue entre le commanditaire (le Service des programmes navals de la DGA) et le maître d’œuvre (la DCN) lance les études de conception. Dans la foulée, des sessions concernant la définition générale du navire se poursuivent jusqu’au 20 décembre auxquelles s’adjoignent l’état-major et les Chantiers de l'Atlantique.
À l’issue, des essais en soufflerie par l’ONERA d’une maquette au 1/120e ont visé, comme pour tous les navires de la Marine depuis 1947, à étudier l’aérologie du navire, c’est-à-dire la manière dont l’air s’écoule autour de lui. « Navire assez trapu, avec des parties hautes et allongées, qui créent des zones très perturbées par vent de travers », le BPC subit des tests et des modifications mineures de son design qui seront très utiles aux pilotes d'hélicoptères, « la présence d’une zone de turbulence ou d’un vent latéral est en effet préjudiciable à un bon appontage ».

### Construction

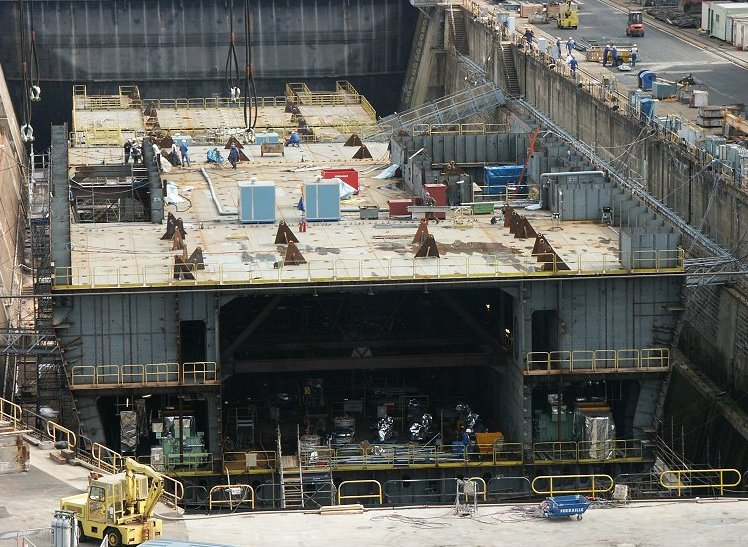
Assemblage de la partie arrière du Mistral à Brest, le 10 septembre 2003.

À la DCN de Brest a lieu, le 9 juillet 2002, la découpe de la première tôle de la partie arrière du Mistral, puis le 13 décembre de celle du Tonnerre. De leur côté, les Chantiers de l'Atlantique de Saint-Nazaire découpent la première tôle de la partie avant du Mistral le 28 janvier 2003 puis du Tonnerre. Le premier bloc de la coque arrière du Tonnerre est mis sur cale le 26 août 2003, puis celle du Mistral le 13 octobre 2003.
Ces méthodes d’ingénierie marquent le début d’un renouveau de l’ingénierie navale militaire française puisque, à Brest comme à Saint-Nazaire, la construction se fait en parallèle et plus précisément face à face dans le même bassin, un ascenseur permettant l’accès rapide des ouvriers aux bâtiments.

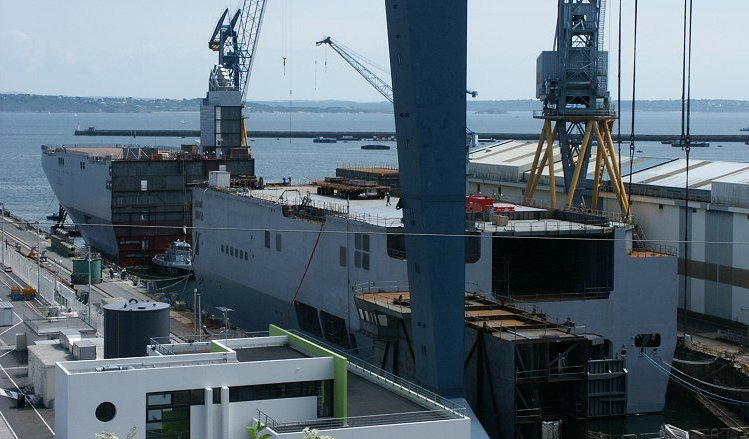
Arrivée de la partie avant du Mistral à Brest avant jonction, le 19 juillet 2004.

 Mise sur cale à Saint-Nazaire le 23 janvier 2004, la partie avant du Mistral réalisée dans cette même ville est remorquée du 16 au 19 juillet 2004 vers Brest. Le 30 juillet 2004 débute la jonction des parties avant et arrière dans le bassin no 9.
La mise sur cale du premier bloc de la partie avant du Tonnerre a lieu le 5 mai 2004 et arrive à Brest le 2 mai 2005 pour jonction.
Respectant le calendrier, le Mistral est mis à flot le 6 octobre 2004 tandis que le Tonnerre l’est le 26 juillet 2005.
Les livraisons du Mistral et du Tonnerre, prévues respectivement au 2e trimestre 2005 et au 1er trimestre 2006 sont retardées de un an à un an ½ à cause de problèmes industriels survenus lors de la mise au point du système SENIT 9 (DCN) et de détériorations rencontrées sur 8 000 m2 des planchers en linoleum de la partie avant (Chantiers de l'Atlantique).

## Bâtiments de la classe Mistral

### Marine française
La Marine française possède trois Landing Helicopter Docks (LHD).
| Indicatif visuel | Nom      | Construction    | Lancement         | Mise en service  | Base navale              |
| ---------------- | -------- | --------------- | ----------------- | ---------------- | ------------------------ |
| L9013            | Mistral  | 10 juillet 2003 | 6 octobre 2004    | 18 décembre 2005 | Port militaire de Toulon |
| L9014            | Tonnerre | 26 août 2003    | 26 juillet 2005   | 1er août 2007    | Port militaire de Toulon |
| L9015            | Dixmude  | 20 janvier 2010 | 17 septembre 2010 | 12 mars 2012     | Port militaire de Toulon |

Le Livre blanc de 2008 prévoyait le renforcement des moyens de déploiement naval et d’action amphibie à l’occasion du renouvellement des bâtiments existants.
À terme les quatre transports de chalands de débarquement (Orage, Ouragan, Foudre, Siroco) devaient donc être remplacés par quatre bâtiments de projection et de commandement. Toutefois à la lecture du livre blanc de 2013, le quatrième BPC de classe Mistral, prévu pour remplacer le dernier transport de chalands de débarquement français, le Siroco, ne sera pas construit.

### Marine égyptienne
Les deux navires qui devaient initialement être vendus à la marine russe sont achetés le 23 septembre 2015, par la marine égyptienne, avec l'aide financière de l'Arabie saoudite. Le montant du contrat est d'environ 950 millions d'euros et la livraison des deux navires à l'Égypte se fait pour l'un en juin, pour l'autre en septembre, après une formation en France de marins égyptiens qui commence en février 2016.
| Indicatif visuel | ! Nom | Construction | Lancement | Mise en service | Base navale | L1010 | Gamal Abdel Nasser ex Vladivostok | 1er février 2012 | 15 octobre 2013 | 2 juin 2016 | Safaga | L1020 | Anouar el Sadate ex Sebastopol | 18 juin 2013 | 21 octobre 2014 | 16 septembre 2016 | Alexandrie |

## Caractéristiques

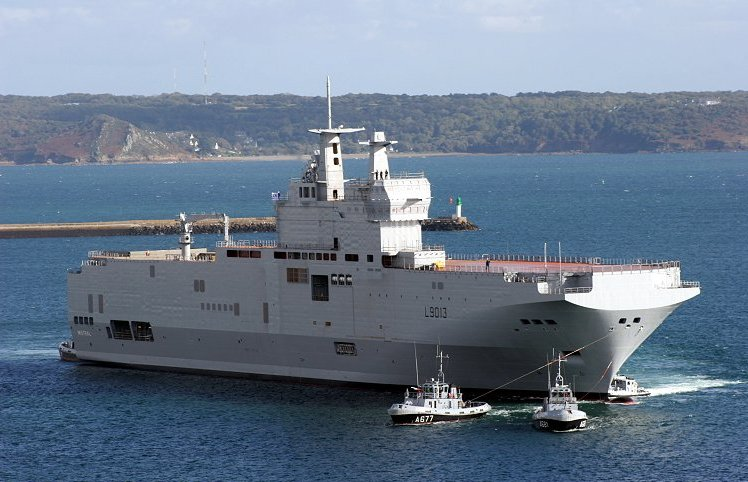
La hauteur du Mistral (L9013) par rapport à celle de ses remorqueurs est décelable lors de son lancement à Brest, le 6 octobre 2004.

Au sein de la Force d’action navale de la Marine nationale, le Mistral, le Tonnerre et le Dixmude sont les plus importants bâtiments en tonnage après le porte-avions nucléaire (PAN, CVN selon l’OTAN) Charles-de-Gaulle, qu’ils dépassent d’ailleurs en hauteur d’un mètre au niveau du pont d’envol. Déplaçant 21 300 tonnes à pleine charge, ils ont une longueur de 199 mètres, une largeur de 32 m et un tirant d’eau de 6,2 m. En 2023, ils sont dépassé en termes de tonnage par le premier bâtiment ravitailleur de forces.
La classe Mistral a bénéficié d’évolutions technologiques militaires significatives mais également d’autres, inspirées du civil, y compris grâce à des achats « sur étagère » de technologies éprouvées. Il répond ainsi à une norme mixte « civilo-militaire » dite BV Mili.

### Capacités aéronautiques

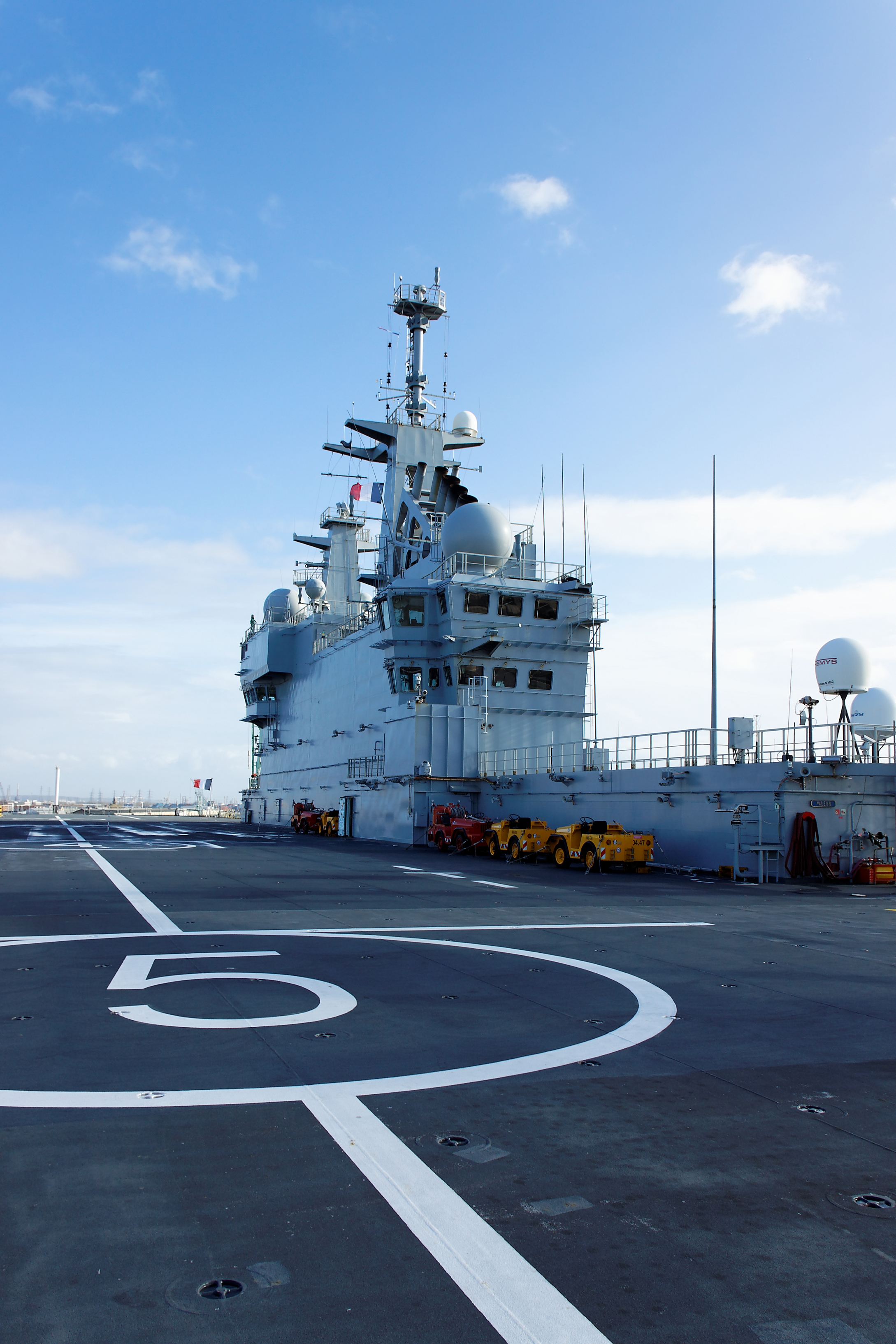
L'îlot du Mistral vu du pont d'envol, le 14 novembre 2009.

#### Pont d’envol
Comparés aux 1 450 m2 de surface de pont d'envol du TCD Foudre (3 spots sur plate-forme avant) ou aux 1 536 m2 du TCD Siroco (3 spots sur plate-forme avant et 1 sur plate-forme arrière), les 6 400 m2 des BPC s’étalent sur un pont continu comprenant 6 spots. Les hélicoptères alliés « moyens lourds » comme le « EH101 Merlin » (16 tonnes), peuvent se poser sur le pont d'envol. Les hélicoptères « super lourds » comme le « Super Stallion » américain (19 tonnes) disposent d’un spot spécifique (spot no 1).
Le pont du bâtiment n'est pas prévu pour l'atterrissage intensif d'aéronefs ADAV de type Harrier II ou Osprey V22. En usage intensif, celui-ci peut être détérioré par flambage à cause de la chaleur dégagée par les moteurs en configuration verticale au décollage et à l'atterrissage ou en stationnement prolongé moteurs tournants.
Cependant, un appontage a été réalisé, dans le cadre de l'interopérabilité avec l'US Navy, avec un Osprey MV-22B (destiné aux opérations de soutien dans le cadre des débarquements amphibies) sur le Dixmude, au cours du mois de janvier 2014, au large des côtes de l'Afrique de l'Ouest, puis un autre appontage d'un autre MV-22B le 2 mai 2016 sur le Dixmude, entre Cadix et Gibraltar, lors de l'exercice naval international Griffin Strike. Le flambage répété et l'impact thermomécanique sévère sur la surface antidérapante et la structure du pont d'envol peut entraîner une probable défaillance prématurée de celui-ci.

#### Mise en œuvre d’hélicoptères
Si la mise en œuvre simultanée d’hélicoptères passe seulement de 4 à 6, le nombre de ces derniers stockés, réparés et prêts à décoller, passe lui de 4 à 16 au sein d’un hangar de 1 800 m2 situé au pont inférieur. Une zone de maintenance aéronautique équipée d’un pont roulant, divers ateliers et magasins aéronautiques autorise l’entretien complet des hélicoptères embarqués. Les installations d’avitaillement en carburant aviation (kérosène TR5) permettent d’effectuer des pleins ou reprises sur 4 hélicoptères simultanément sur le pont d’envol grâce à un monte-munitions ou de mener cette opération à l’intérieur du hangar. Durant l'opération Harmattan, le BPC œuvrait avec 20 hélicoptères.

#### Ascenseurs
Les PHA sont dotés de deux plates-formes élévatrices Mac Gregor de charge de 13 tonnes, la première de 225 m2 (15 × 15 m), permettant la montée au niveau du pont d’envol d’hélicoptères voilures déployées (écourtant le délai de décollage), la seconde de 120 m2 soit (18,5 × 6,5 m) à proximité d’une grue de charge de 17 tonnes. Selon le capitaine de vaisseau Gilles Humeau, commandant du Mistral, « la taille du pont d’envol permettait [en opérations, ndlr] de mettre en œuvre 30 aéronefs en utilisant les 6 spots ».

#### Aide à l’appontage
Pour faciliter l’appontage, les installations comprennent un radar d’approche DRBN-38A Decca Radar Bridgemaster E250 et une optique comprenant un indicateur de pente et de descente (IPD) et une barre de repère horizontale (BRH).

### Capacités amphibies

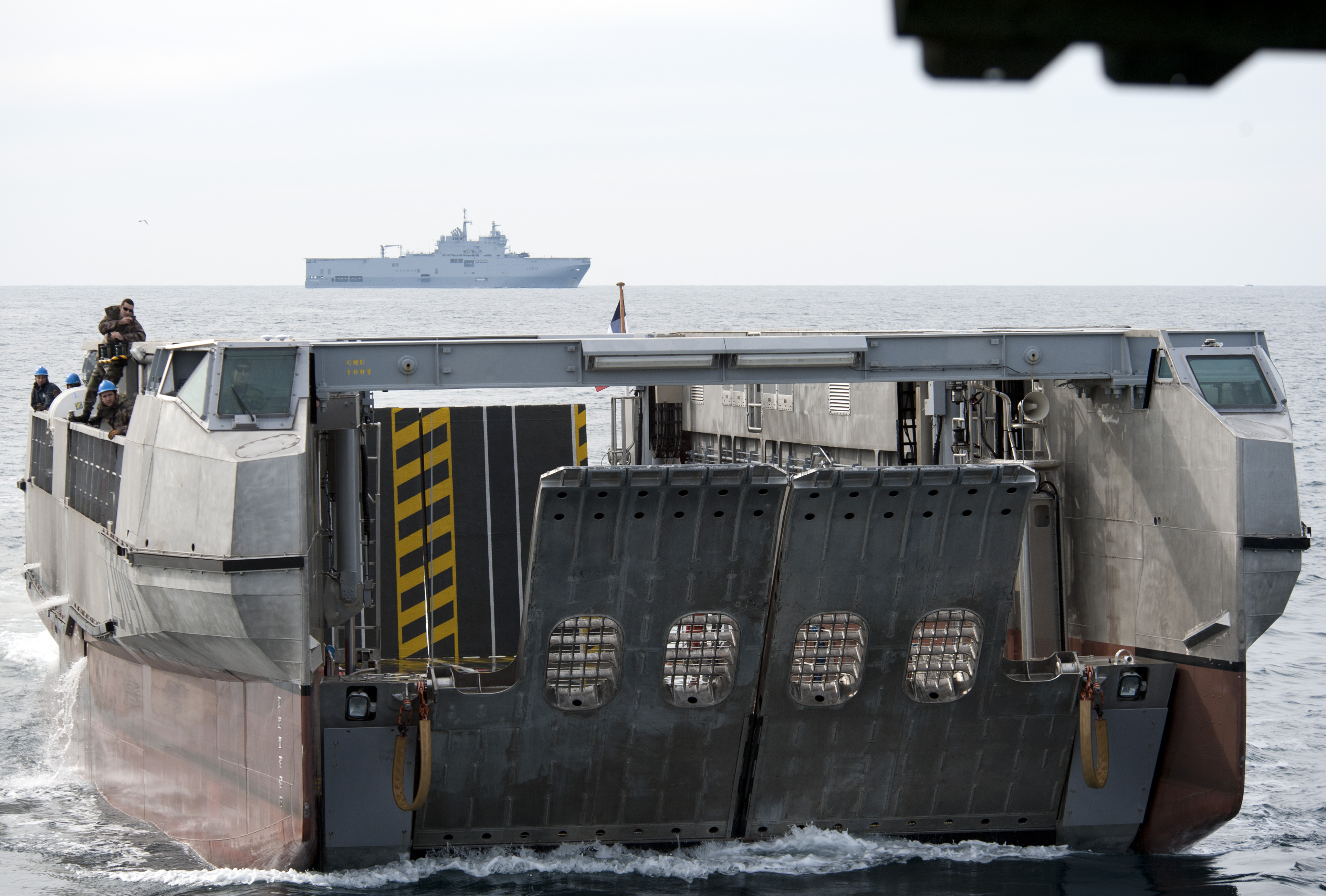
Transfert d'un EDAR entre un BPC et l'USS Wasp

#### Véhicules
Les PHA peuvent embarquer 450 militaires et tous les engins de l’armée de Terre, du véhicule léger tout-terrain Peugeot P4 au char de bataille AMX Leclerc, dans un hangar à véhicules de 2 650 m2. Ces navires peuvent accueillir 59 blindés dont un escadron de 13 chars Leclerc.

Le PHA a démontré sa capacité à emporter 140 véhicules (VBCI, AMX 10 RC, VAB, VBL...) ainsi que 500 hommes lors de l'opération Serval.

#### Batellerie
Le radier de 885 m2 des PHA est prévu pour accueillir 4 chalands de transport de matériel (CTM), contre 8 sur 1 732 m2 pour les Foudre.

Une batellerie de nouvelle génération, l'engin de débarquement amphibie rapide ou EDAR, est affectée aux PHA, à raison de deux par navire. Ce catamaran peut embarquer 80 tonnes de charge, atteindre une vitesse de 30 nœuds (55 km/h) et ainsi accélérer la vitesse des manœuvres amphibies. Les porte-hélicoptères de classe Mistral peuvent embarquer quatre engins de débarquement amphibie standard ou EDAS dans leur radier, ou deux EDAS et un EDAR.

#### Interopérabilité

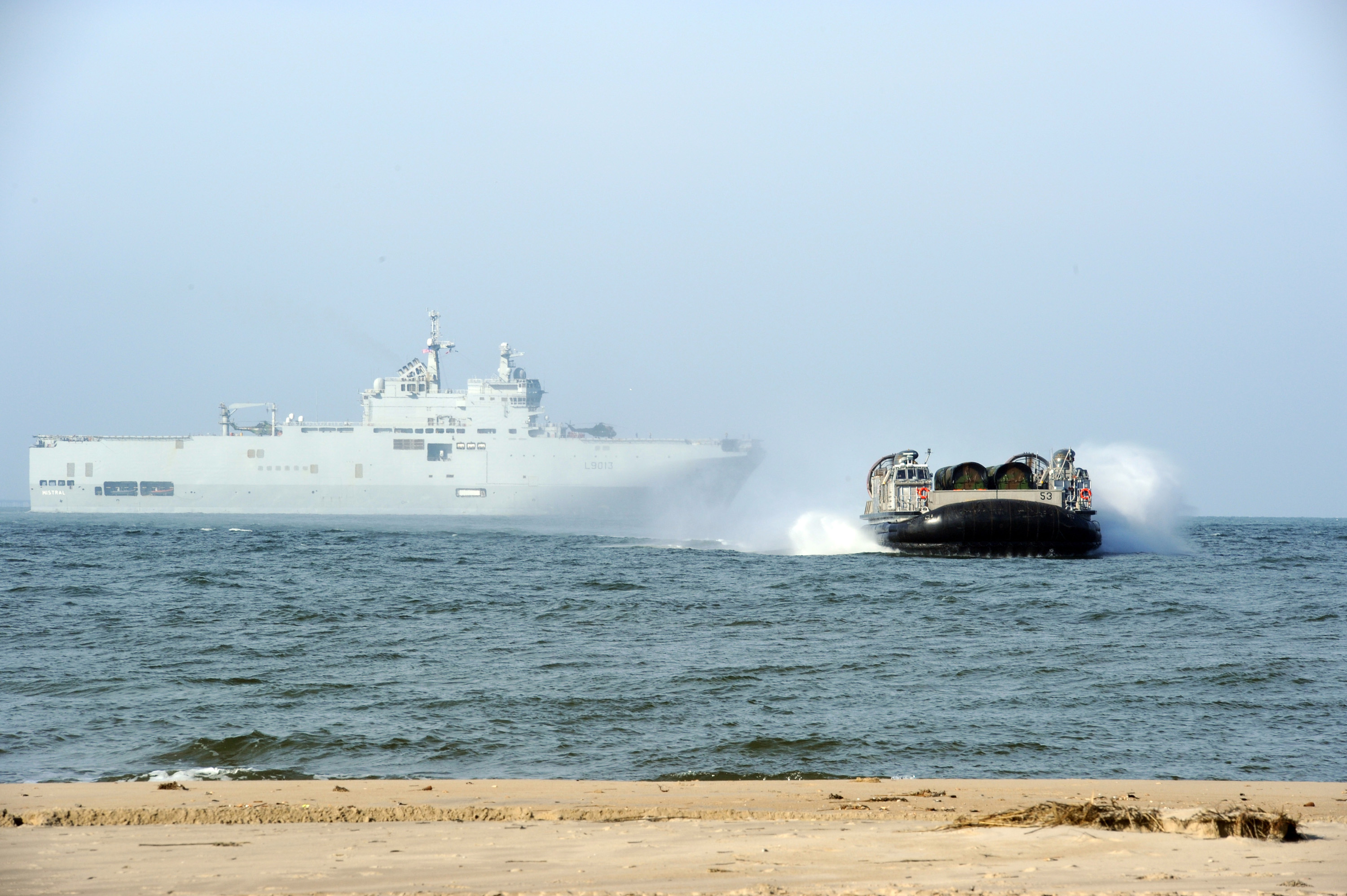
Bien que la classe utilise sa propre batellerie, elle est certifiée depuis 2012 pour accueillir 2 LCAC de l'USMC.

Néanmoins, les PHA possèdent une plus-value de taille : pouvoir embarquer dans un radier deux aéroglisseurs LCAC de 95 tonnes de l’United States Marine Corps (USMC) qui, si la Marine française en faisait l’acquisition, permettraient un plageage sur quasiment 70 % des côtes mondiales, contre seulement 15-30 % pour les TCD, limités aux plages de sable ou aux zones marécageuses. Enfin, la vitesse du LCAC (54 nœuds) permet d’envisager un positionnement de la force à distance de sécurité au-delà de l’horizon, soit over the beach (OTB).

### Poste de commandement

#### Un bâtiment «en réseau»
Les TCD Foudre disposent déjà d’installations de commandement très élaborées. Néanmoins, les dimensions des PHA leur permettent de mettre à la disposition d’un état-major un poste de commandement de niveau opératif embarqué (PC NOE) ayant vocation à conduire depuis la mer une opération interarmées, nationale ou interalliée d’ampleur limitée ou un PC Amphibious Task Force ou Landing Force (ATF ou LF, selon l’OTAN) avec un effectif de 50–100 personnes. Les PHA disposent de 850 m2 de locaux préconnectés et modulables (150 postes de travail communiquant à 10 Mbit par seconde). Leur PC permet de gérer au mieux l’information récoltée dans le concept de combat en réseau infocentré (Network Centric Warfare) grâce aux senseurs du système de direction des opérations (SDO), fédéré par le système d'exploitation navale des informations tactiques (SENIT) de DCN (dérivé du Naval Tactical Data System (NTDS) américain) dont la version 9 a connu des retards. Le SENIT 9 comprend le Thales Multi Role Radar (MRR3D-NG) 3D à bande-C avec capacité d’Identification Friend or Foe (IFF). En outre, il permet la fédération des systèmes d’information et de planification et la mise en réseau, ensemble de nœuds (ou pôles) reliés entre eux par des liens (canaux ou links) comme la Liaison 11 et la Liaison 16 de l’OTAN et, à terme la Liaison 22. Il dispose des structures matérielles et logistiques permettant le déploiement d'une cellule JICO.

#### Télécommunications
Alors que les télécommunications militaires étaient assurées par quatre satellites civils Telecom 2 du Système de radiocommunication utilisant un satellite (SYRACUSE), les PHA bénéficient des satellites Syracuse III-A et -B, le premier réseau français sécurisé. Du 18 au 24 juin 2007 a été mise en place une visioconférence biquotidienne et chiffrée entre l’équipage du Tonnerre et de nombreuses personnalités dont le président de la République Nicolas Sarkozy, en visite au Salon international de l'aéronautique et de l'espace de Paris-Le Bourget.

### Armement

#### La menace asymétrique
En matière d’autodéfense, le Mistral « n'est pas au top », confessait son commandant, le capitaine de vaisseau Gilles Humeau, à la suite du conflit israélo-libanais de 2006 au cours duquel la corvette furtive israélienne Hanit de la classe Sa'ar V était touchée, le 14 juillet 2006, par l’un des 60 missiles anti-navires chinois Ying-Ji C-802 fournis à l’Iran puis cédés au Hezbollah. Le contre-amiral Xavier Magne renchérit : « La force Baliste a opéré sous la menace de missiles anti-navires et la capacité d’autodéfense des bâtiments n’apparaît plus alors comme un luxe lorsqu’on transporte 1 400 passagers supplémentaires dans son bateau. Heureusement pour nous, alors que ces capacités avaient été purement et simplement supprimées de nos bâtiments pour économiser de l’argent, l’un de nos chefs d’État-major a eu le courage d’imposer les modifications indispensables pour retrouver un peu de cette capacité ». La menace asymétrique (ou menace terroriste) tels les attentats-suicide ou téléguidés à partir de petites embarcations du type canots pneumatiques, le tir de missiles subsoniques plus ou moins « bricolés » à partir des côtes ou d’actes de piraterie qui sont tous en recrudescence, empêche tout déploiement d’un PHA sans l'escorte d'une frégate ayant des capacités anti-aériennes et anti-sous-marines, appartenant donc à l'une des classes suivantes : classe Cassard, classe Georges Leygues (c'est la frégate Georges Leygues qui accompagnait le BPC servant d'école d'application des officiers élèves lors de la « mission Jeanne d'Arc » jusqu'en 2014). Depuis, une frégate classe La Fayette assure cette mission.

#### Artillerie
Par ailleurs, pour des questions budgétaires, les deux tourelles simples OTO Breda-Mauser de 30 mm (800 coups par minute et tirs consécutifs à 120 coups par minute) initialement prévues en encorbellement (à bâbord avant et tribord arrière) n'ont pas été installées.
En 2016, l'installation de deux canons télé-opérés et stabilisés Nexter Narwhal 20B (acronyme de Naval Remote Weapon Highly Accurate Lightweight), associés à une optronique performante avec un mode de recherche de cibles automatique est effectuée sur le Dixmude. Le Tonnerre le reçoit en 2017 et le Mistral en 2018. Ces canons permettent avec un équipage réduit d'effectuer une surveillance 24h/24 et de mettre sous protection les PHA grâce à la puissance de feu du canon Nexter M693 de 20 mm (cadence de 800 coups par minute et portée de 2 500 m contre drone volant ou petit aéronef et 2 000 m contre drone naval ou petit bateau, élévation de -15° à +65°) qui lui confère un pouvoir d’arrêt instantané dans le cas d’attaques terroristes asymétriques, son allonge lui permettant d’intervenir hors de portée des mitrailleuses lourdes dont sont équipés les pirates (portée d’environ 500 m).
Par ailleurs, depuis 2013, les Mistral disposent outre de mitrailleuses de deux minigun M134 pour leur autodéfense.

#### Protection antiaérienne à courte portée

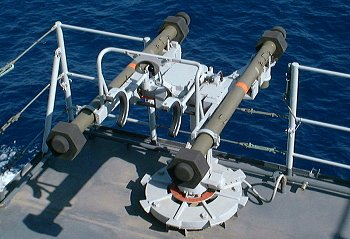
Un lanceur SIMBAD (deux missiles Mistral).

Les bâtiments de 1er rang disposent de la version SADRAL qui est un lanceur sextuple du missile Mistral et intégré au système de combat.
La Marine nationale a, un temps, envisagé ce dernier système éprouvé qui, bien qu’utilisant le même missile, est intégré dans le système de coordination et de conduite de tir du bâtiment et permet le téléchargement des données relatives à la cible pour un lancement automatique de jour comme de nuit de quatre missiles (tir du premier cinq secondes après réception des données et du second trois secondes plus tard). Ceci aurait évité d’avoir à remplacer le système SIMBAD par un système plus onéreux de défense aérienne de zone à courte portée comme le MBDA Vertical Lauch-Missile d’interception, de Combat et d’Auto-défense (VL-MICA) à huit missiles dont l’intégration avait pourtant été prévue à l’origine dans les mêmes encorbellements. Finalement, ni les systèmes TETRAL et VL-MICA ne seront installés.
De fait, pour se défendre contre les menaces asymétriques, les BPC de la Marine nationale ne disposent que de deux Systèmes intégrés Mistral chacun pour l’autodéfense (SIMBAD). Ces deux lanceurs manuels (bâbord arrière et tribord avant) bi-munitions chacun sont montés sur affût et directement manœuvrés par le corps sanglé du tireur, tandis que le chef de pièce lui diffuse ses informations grâce à un viseur optique et l’aide à réapprovisionner les missiles. Ce missile éponyme, le MBDA Mistral mer-air à très courte portée (6 kilomètres) n’équipait jusqu’alors que les grandes unités de soutien ou les navires de combat à bord desquels il constitue l’arme d’« ultime défense ».

### Action vers la terre (AVT)
La DGA a commandé en septembre 2015 pour un contrat d’un montant de 333 330 € une étude à Airbus DS aidée de Sagem et de Krauss-Maffei Wegmann (KMW) pour examiner le fonctionnement de la conduite de tir EFCS (European Fire Control System) du système LRU développé à partir du M270 MLRS installé sur le châssis chenillé de type Bradley M2 et dont treize exemplaires équipent le 1er Régiment d’Artillerie. Ce système est capable de tirer des roquettes guidées jusqu’à 70 km de distance, avec une très grande précision de 5 m et un angle d’impact permettant de conduire des opérations en milieu urbain ou sur des terrains complexes. Cette étude a conclu à la faisabilité de mettre en œuvre un LRU depuis les BPC, sans qu’il n’y ait besoin de modification matérielle majeure. Une feuille de route a été proposée à la DGA pour parvenir à une démonstration.

### Hôpital
Le plateau technique des PHA est comparable à celui d’un hôpital d’une ville de 25 000 habitants, soit un hôpital de rôle 3 pour l’OTAN (contre rôle 2 pour le Charles-de-Gaulle ou les TCD classe Foudre, le rôle 4 étant dévolu à un Hôpital d’instruction des armées (HIA) terrestre). Il permet le traitement à bord de toutes les pathologies (y compris les plus complexes telles des actes de neurochirurgie) grâce, notamment, à un système de télémédecine via SYRACUSE. Cet hôpital, deux fois plus spacieux que celui des TCD type « F », comprend une vingtaine de locaux dont deux blocs opératoires pouvant fonctionner simultanément avec 7 lits de soins intensifs, une salle de radiologie avec scanner et 69 lits, dont 50 pour les soins intensifs. L’embarquement de modules médicaux du Service de santé des armées (ou Formations sanitaires de campagne (FSC), les fameux « hôpitaux de campagne ») dans le hangar hélicoptères permet d’étendre la capacité à 50 autres lits.

### Manœuvrabilité

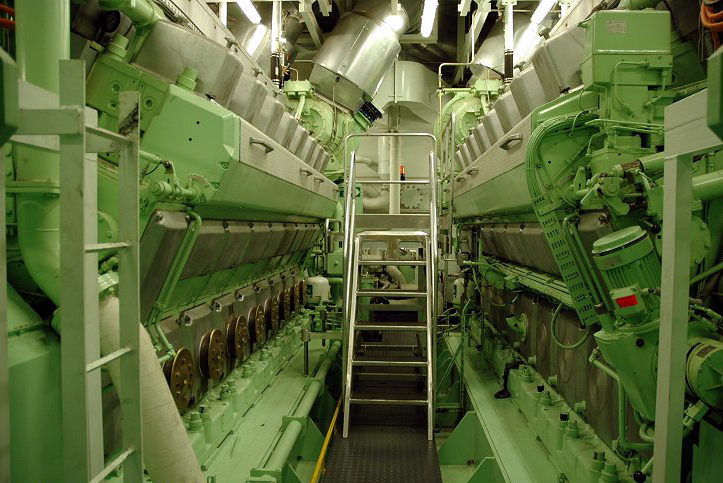
Deux des trois moteurs diesel Wärtsilä du Mistral, en avril 2006.

Mistral et Tonnerre sont les premiers bâtiments de la Marine nationale à être dotés d’une propulsion à base de deux pods (propulseurs en nacelle), moteurs-propulseurs suspendus en nacelle sous la coque et dotés chacun d’une hélice. Ces pods sont alimentés par la machinerie interne du vaisseau (cinq moteurs diesel Wärtsilä) et sont orientables à 360°, lui conférant une très bonne manœuvrabilité et libérant de l’espace, puisqu’il n’y a pas d’arbre d’hélice. Il n’est pas étonnant qu'Alstom/Chantiers de l'Atlantique aient proposé ce procédé tout électrique, utilisé sur de plus en plus de navires civils, dont le Queen Mary 2 qu’ils ont construit. Au chapitre des inconvénients, la fiabilité militaire à long terme de ces systèmes d’installation récente n’est pas encore prouvée, bien qu’en service sur les 4 LPD néerlando-espagnols des classes Rotterdam et Galicia (type Enforcer 13 000), « commissionnés » de 1998 à 2007 et les 2 LPD britanniques de la classe Albion entrés en service en novembre 2001 et juin 2003. En cas d’avarie des pods, le bâtiment devra effectuer un coûteux passage en cale sèche qui l’empêcherait d’être contractuellement opérationnel 210 jours de mer par an.

### Habitabilité
Le projet d'origine prévoyait un équipage de 160 personnes à la suite de l'automatisation du navire mais, devant l'importance des taches quotidiennes et de l’accueil des passagers, il passe à 177 personnes en 2008 et à 200 en 2015.
L’espace gagné grâce à la propulsion par pods assure aux PHA (à la différence du PAN Charles-de-Gaulle conçu à une époque où l’ergonomie n’était pas si poussée), qu’aucun câble ou tuyauterie n’est visible dans les larges coursives de la « zone vie » à l'avant. Dans le cadre de la gestion des crises et de la nécessité de « durer à la mer », la Marine prend en compte le soutien de l’homme. Conçus par les Chantiers de l'Atlantique, les locaux vie offrent un niveau de confort jamais connu à bord des bâtiments de la Marine nationale. Les 15 officiers du bord disposent chacun d'une chambre individuelle où leur bureau est intégré, ainsi qu'une salle de bain. La plupart des officiers mariniers partagent une chambre à deux. Quant aux quartiers maîtres et matelots, ils sont logés par postes de quatre avec toilettes et sanitaires. Les troupes embarquées sont réparties dans des postes de quatre à six personnes, certes d'un moindre confort mais « plus confortable que dans nos casernes », indique le lieutenant Jean-Pierre Royet de la Légion étrangère. Le vice-amiral Mark Fitzgerald, commandant la Deuxième flotte américaine, lors de sa visite du Tonnerre en mai 2007, aurait confié au commandant que lui-même aurait pu y loger 500 hommes, soit trois fois plus que l’équipage actuel.

## Essais et exercices

### Interopérabilité OTAN
Les Mistral et Tonnerre sont certifiés comme navires membres de la composante maritime (CATF) de la NATO Response Force (NRF) 8, leur permettant d’intervenir au sein d'une Combined Joint Task Force (CJTF). Le premier tour d’alerte de la France au sein de la NRF 8 (sous commandement espagnol avec participations britannique et italienne) a débuté en janvier 2007 pour 6 mois. La Marine nationale a alors mis à disposition un état-major de commandement amphibie (Commander Amphibious Task Force (CATF) selon l’OTAN) et 8 bâtiments. Le 1er janvier 2008 la France prend son tour d’alerte de 6 mois au sein de la NRF 10, à l’issue des exercices Noble Midas et Steadfast Jaw de l’OTAN. Selon le commandant René-Jean Crignola, « nous devons être capables de rassembler la force en 5 à 30 jours. »

### Vérification des capacités militaires
Anciennement appelée croisière d'endurance, puis traversée de longue durée (trois mois), l'actuelle vérification des capacités militaires (VCM) a pour objectif de certifier les BPC à la conduite d’une opération amphibie. Celle du Mistral se déroule du 21 mars au 31 mai 2006 (départ et retour à Toulon) en mer Méditerranée et dans l’océan Indien. Il effectue ses premières escales à l’étranger à La Sude (Grèce) du 8 au 12 avril, à Djibouti (République de Djibouti) du 19 au 22 avril, à Kochi (Inde) du 2 au 5 mai, puis, à nouveau à Djibouti du 11 au 16, où il procède à divers « exercices de sécurité », et enfin, à Akzaz (Turquie) du 23 au 28.
La VCM du Tonnerre a eu lieu en mer Méditerranée, dans l’océan Atlantique et dans la mer des Caraïbes du 10 avril au 24 juillet 2007 (départ et retour à Toulon) et a compris des escales à Saint-Pierre-et-Miquelon (TOM, France) le 21 avril, à Halifax (Canada) du 23 au 27, à Norfolk (États-Unis) du 30 avril au 7 mai, à Fort-de-France (DOM, France) du 25 au 28, à Rio de Janeiro (Brésil) du 8 au 13 juin, au Cap (Afrique du Sud) du 25 au 30 et à Dakar (Sénégal) du 14 au 17 juillet.

### Exercices d’appontage d’aéronefs
À peu près tous les types d’hélicoptères en service dans l’Armée française, soit ceux de l’aviation légère de l'Armée de terre (ALAT), de l’Armée de l'air et de la Marine nationale, ont apponté sur un PHA.
Le 8 février 2005, un Agusta Westland Lynx de la Marine puis un Eurocopter EC-725 Cougar de l’ALAT se posent à l’arrière du Mistral. Le premier appontage d’un NHI Industries NH90-NFH (Nato Frigate Helicopter), qui doit constituer à terme la moitié du groupe aérien-type de 16 voilures tournantes des PHA pour le transport de troupes et de matériels (l’autre moitié étant l’hélicoptère de combat Eurocopter EC-665 Tigre pour l’appui des troupes au sol), a lieu le 9 mars 2006 à bord du Mistral au large de Toulon. Le 19 avril 2007, un nombre indéterminé d’Eurocopter SA330 Puma, Eurocopter AS-550/555 Fennec de la BA 365 (Martinique), un Eurocopter AS565 SA Panther de la Marine appontent sur le Tonnerre.
Le 10 mai 2007, un Sikorsky CH-53E Super Stallion de l’US Navy se pose sur son spot avant renforcé au large de Norfolk (États-Unis).
Le 30 juin 2007, un hélicoptère sud-africain de type Oryx (produit sous licence à partir du Puma) apponte sur le Tonnerre. Le 9 juillet, au large du golfe de Guinée, une dizaine d’hélicoptères de combat Gazelle et Cougar de l’ALAT et de l’armée de l’Air s’y posent et/ou déposent des hommes à la corde sur le pont dans le cadre de l’opération Licorne, découlant de la crise politico-militaire en Côte d'Ivoire.
Le 12 septembre 2007, lors de l’exercice trimestriel Gabian qui met en œuvre les frégates Cassard (D614) et Jean Bart (D615) puis un E-3F AWACS de l’armée de l’Air française, 6 hélicoptères Alouette III de la BAN de Hyères Le Palyvestre appontent simultanément sur le Tonnerre,.
Du 15 au 31 mai 2008 a lieu l'exercice franco-marocain Chebec 2008. Le Tonnerre, la frégate de surveillance Germinal (F735) de classe Floréal et son sistership Hassan II de la Marine royale marocaine et leurs hélicoptères s'entraînent notamment les 21 et 22 mai à proximité de Marseille à l’assistance aux victimes d’un tremblement de terre fictif. Les équipes de sauvetage-déblaiement et médicales des marins pompiers sont sollicitées.
En février 2009, un Sikorsky CH-53E Super Stallion et un AH-1 Cobra de l’US Navy se posent sur le Tonnerre au large de Norfolk (États-Unis).
Du 9 au 13 mars 2009 se déroule une première campagne d'homologation de l'hélicoptère de combat Tigre à bord du Mistral, au large de Toulon. La capacité de projection de l'appareil à partir d'un porte-hélicoptères est homologuée le 9 décembre 2009 et est suivie le lendemain de tirs réels air-mer et air-sol de roquettes et canon sur les polygones de tir de l'île du Levant (de jour) et au camp de Canjuers (de nuit).
Le 27 novembre 2009 ont lieu à bord du Mistral des essais d'appontage d'hélicoptères de combat Ka-27 Helix, Ka-29TB Helix-B et Ka-52 Alligator,. C'était la première fois que le Ka-52 Alligator appontait sur un navire ; cet évènement historique a eu lieu en présence de M. Sergei Victorovitch Mikheev, directeur général et constructeur en chef de la firme Kamov depuis 35 ans.
Nouvelle étape dans la construction de l'interopérabilité des flottes française et américaine : un appareil de transport hybride américain de type Boeing-Bell V-22 Osprey (un MV-22 du United States Marine Corps destiné aux opérations de soutien dans le cadre des débarquements amphibies) a apponté sur le BPC Dixmude, au cours du mois de janvier 2014, au large des côtes de l’Afrique de l’Ouest.
Ces essais se sont poursuivis en juin 2014 aux États-Unis dans le cadre de la mission Jeanne d'Arc 2014, au large de la Base navale de Norfolk, et de manœuvres baptisées Independance Mistral, afin d’achever un cycle de qualification avec des matériels américains, tels que le Boeing-Bell V-22 Osprey ainsi que l'engin de débarquement sur coussin d’air LCAC.

### Exercices amphibies

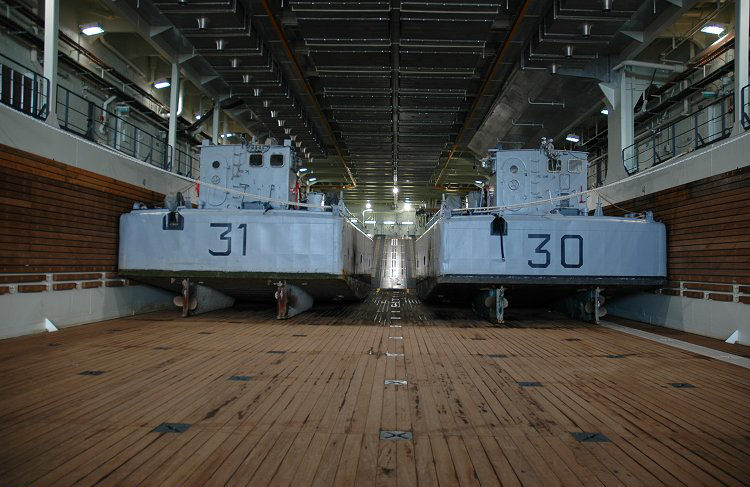
Deux chalands de transport de matériel (CTM) dans le radier inondable du Mistral, embarqués lors de sa traversée de longue durée (TLD) en avril 2006.

Sur la plage des Saumonards, sur l’île d'Oléron (France), le Mistral participe du 27 au 30 mars 2006 à l’exercice SKREO de transbordement avec les embarcations du 1er escadron amphibie du 519e régiment du train (519e RT) et les sapeurs du 6e régiment du génie (6e RG).
Le 19 avril 2006, un déradiage de deux transports de chalands de matériel (TCM) du Mistral a lieu en mer Rouge.
Du 29 septembre au 13 octobre 2006, le Mistral participe en Méditerranée avec 7 autres navires français à l’exercice OTAN Brillant Midas 2006, réunissant 30 bâtiments, 6 sous-marins, 35 aéronefs de 12 nations ainsi que 5 000 militaires. Il se déroule en deux phases amphibies : un exercice de débarquement et de rembarquement sous responsabilité française sur la plage du Dramont, près de Fréjus (France) le 5 octobre, puis un autre exercice de « jeu tactique », avec le suivi d’un scénario en temps réel du 8 au 12 octobre visant à attaquer une place forte et protéger un aéroport avant un débarquement dans la rade du Racou, entre Argelès-sur-Mer et Port-Vendres (France) le 9 octobre 2006.
Du 5 au 16 février 2007, l’exercice annuel EXENAU, en rade et au large de Toulon, d’une durée de 4 jours permet d’accueillir à nouveau à bord du Mistral un PC NOE. Le scénario met en scène « un immense archipel situé au milieu de l’océan Atlantique et composé de six pays fictifs », dont toutes les caractéristiques influant sur la manœuvre (météo, routes, population, institutions…) étaient notifiées dans des country books. La capacité PC NOE est examinée dans des domaines de l’infrastructure (il s’agissait de vérifier que celles du BPC répondaient aux besoins de fonctionnement autonome d’un état-major), de l’information (il s’agissait de contrôler la possibilité, pour le PC de force, de gérer l’information entrante et de diffuser les ordres) et de l’environnement (il fallait s’assurer de la possibilité de travailler quelle que soit la situation de veille ou d’action du bâtiment). Des représentants allemands et italiens disposant également d’un PC de force européen avaient été invités à participer à l’exercice.
Un exercice plus crucial avec la 2e flotte américaine se déroule du 9 au 11 mai 2007 au large de la base amphibie de Little Creek (la plus importante de ce type au monde), située à Virginia Beach (États-Unis). Kent Taylor, chef de programme du Naval Sea Systems Command de l’US Navy enradie et déradie à l’occasion un LCAC du Tonnerre et rappelle que « ce test d’interopérabilité avait été planifié durant la définition du navire, il y a plus de huit ans. »
Sur une plage de la presqu’île de Rhuys (France) en océan Atlantique, le Mistral participe du 19 au 25 mai 2007 à l’exercice SKRE0 2007 d’évacuation de ressortissants d’un pays imaginaire. L’exercice mobilise 1 000 militaires et plus de 300 véhicules dont 140 blindés sur roues,.
Un exercice de débarquement amphibie du Tonnerre a lieu le 24 mai 2007 en mer des Caraïbes sur la plage du Carbet en Martinique avec le 33e régiment d’infanterie de marine (RIMa) puis un autre, le 9 juillet, sur une zone lagunaire au large d’Abidjan (Côte d'Ivoire), avec des marins du bâtiment et des hommes du 43e bataillon d'infanterie de marine (43e BIMa).
Le 30 juin 2007, 144 hommes avec quelques véhicules d’un régiment d’infanterie motorisée de la South African Army embarquent par TCD à bord du Tonnerre.
Du 1er au 16 octobre 2007, le Tonnerre est le navire amiral de l’exercice Noble Midas de l’OTAN, aux côtés de 40 bâtiments de surface dont les porte-aéronefs SPS Príncipe de Asturias et HMS Illustrious ainsi que les LHD San Giorgio et San Marco de classe San Giorgio, de 5 sous-marins et de 20 aéronefs provenant de 12 nations. Le scénario met en scène « le Mapleland, qui borde la mer Adriatique, dans lequel le parti conservateur du pays (CPM) a l’intention de créer un nouvel état autonome, indépendant du Mapleland. Le gouvernement du Mapleland fait appel aux Nations unies pour empêcher le sud de son pays de faire sécession et obtenir le déploiement d’une force de maintien de la paix. En outre, les différents pays bordant le Mapleland craignent les impacts d’un développement du conflit dans plusieurs domaines : échanges commerciaux et perturbation économique, perturbation importante du trafic maritime en mer Adriatique. Devant la détérioration de la situation, les Nations unies votent une résolution donnant mandat à l’OTAN pour intervenir afin d’assurer le maintien de la paix dans la région. »,. Cet exercice a donné lieu à des déradiages et des enradiages d’EDIC et des opérations héliportées à terre.
Du 5 au 7 février 2008, le Mistral participe à l'exercice Écume éternelle au large de Toulon (France). Il se base sur un pays fictif, Terrebrune (représenté par la région Provence-Alpes-Côte d'Azur) qui est le théâtre de troubles politiques au cours desquels les 400 ressortissants français sont la cible d’exactions. La France est mandatée par l'ONU pour déployer une force d’interposition pour y ramener la stabilité. Au cours de cet exercice, le Mistral et le TCD Foudre projettent des troupes et des véhicules amphibies sur la plage de La Coudoulière (Port Pothuau) situé à Hyères-les-Palmiers sous la protection des frégates Cassard (D614), Courbet (F712) et Dupleix (D641). Des nageurs de combat et quatre commandos sont mis à l’eau pour infiltrer la plage et garantir la mise en place des troupes amphibies. Un hélicoptère Tigre de l'ALAT et deux Gazelle sont chargés de surveiller les abords de la plage et de protéger le débarquement des troupes d’infanterie par hélicoptères Caracal et Puma. Deux chalands de transport de matériel (CTM), le chaland de débarquement d’infanterie et de chars Rapière (CDIC), ainsi qu’un LARC XV (véhicule amphibie chargé de fantassins) plagent successivement pour débarquer leur matériel et les troupes chargées de tenir tête aux rebelles si d’aventure ceux-ci s’approchaient. Deux Super-Etendard modernisés (SEM) de l’aviation navale et deux Mirage F1 de l’Armée de l’air, positionnés sur une base à proximité décollent alors pour soutenir les troupes au sol.
Du 9 au 12 mai 2008, le Tonnerre participe avec le TCD Foudre et de l’aviso Commandant Ducuing (F795) à l'exercice ANVIL 08 organisé conjointement par la 6e brigade légère blindée (6e BLB) de Nîmes et la Force d'action navale (FAN) à Toulon. « ANVIL 08 » a pour but d’entraîner les forces (1 500 hommes de l’armée de terre et environ 1 000 marins) et les états-majors à des opérations amphibies de grande envergure en zone urbaine avec un débarquement sur les plages de Fréjus et une évacuation de ressortissants. Cet exercice s’inscrit en outre dans la perspective de la prise d’alerte de la NATO Response Force (NRF) assurée par la France en janvier 2010.
Le Tonnerre appareille de Toulon le 18 septembre 2008, fait escale à Lisbonne au Portugal du 22 au 27 septembre 2008 pour une visite de représentation puis à La Rochelle du 29 au 30, où il embarque 2 SA 341F Gazelle et 2 SA.330B Puma du 1er régiment d'hélicoptères de combat de l'ALAT et 72 véhicules et 300 hommes de la 9e brigade légère blindée d’infanterie de marine. Ainsi gréé, il participe du 6 au 17 octobre 2008 en compagnie des bâtiments-école Jaguar (A750) et Lion (A755) à l'exercice interallié (8 marines, dont la Royal Navy, la « Composante marine » belge, la Koninklijke Marine néerlandaise, la Marine royale danoise, l’US Navy) Joint Warrior 082 aux côtés de 29 bâtiments et 4 sous-marins, à Fastlane au nord-ouest de l'Écosse,. À forte dominante amphibie, la manœuvre consistera à projeter des forces depuis la mer vers la terre, dans un contexte de gestion d’une crise armée dans une région sous menace terroriste. Des avions de patrouille maritime Dassault Atlantique ATL 2 participent également à l'exercice à partir de la base de Kinloss ;
Le Tonnerre appareille de Toulon le 12 janvier 2009 pour participer du 3 au 15 février à un exercice amphibie américano-français (Composite Unit Training Exercise, COMPTUEX) au large de la base amphibie de Little Creek (Virginie). Y participent le LHD de la Cinquième flotte américaine USS Bataan de classe Wasp, le LPD USS Ponce de classe Austin, le LSD USS Fort McHenry de classe Whidbey Island, le croiseur USS Anzio de classe Ticonderoga, les destroyers USS Porter, USS James E. Williams, USS Carney, USS Cole et USS Bulkeley de classe Arleigh Burke, les frégates USS Carr, USS Doyle, USS Hawes, USS Kauffman, USS Nicholas et USS Simpson de classe Oliver Hazard Perry, la frégate française La Motte-Picquet, les sous-marins nucléaires d'attaque USS San Juan et USS Boise de classe Los Angeles et le pétrolier ravitailleur USS Kanawha. À l'occasion, un LCAC est enradié et déradié du Tonnerre.
Du 21 septembre au 3 octobre 2009, le Mistral participe en Méditerranée avec 13 autres navires français à l’exercice OTAN Loyal Midas 2009, réunissant 31 bâtiments, dont le porte-aéronefs Giuseppe Garibaldi, 3 sous-marins, 45 aéronefs de 8 nations ainsi que 4 000 militaires.

### Autres tests de validation

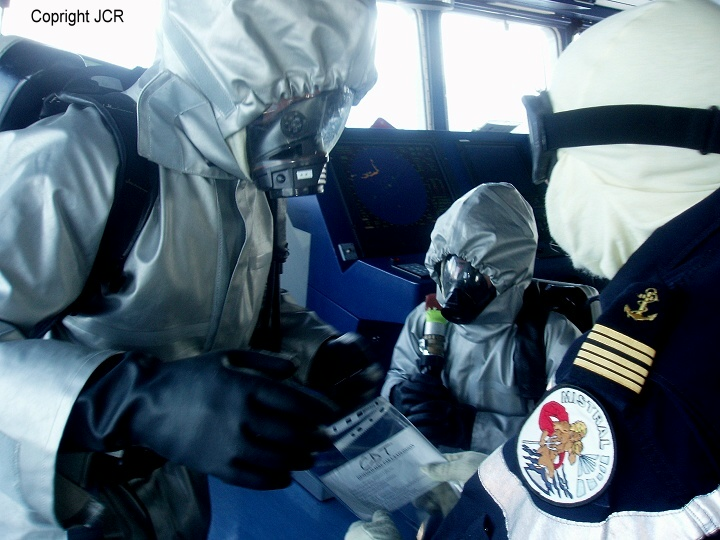
Exercice NRBC sur la passerelle du Mistral (L9013) en Méditerranée, le 17 octobre 2007.

Du 22 au 29 avril 2006, le Mistral procède en mer Rouge et dans le golfe d'Aden à des essais d’arrosage en pluie et de protection contre arme nucléaire, radiologique, bactériologique et chimique (NRBC). Divers autres exercices du même type ont lieu régulièrement à bord du Mistral ou du Tonnerre.
En mars 2007, les installations de télémédecine de l’hôpital embarqué sont testées sur le Mistral.

## Exportation

### Vente à l’Égypte des deux ex-BPC russes

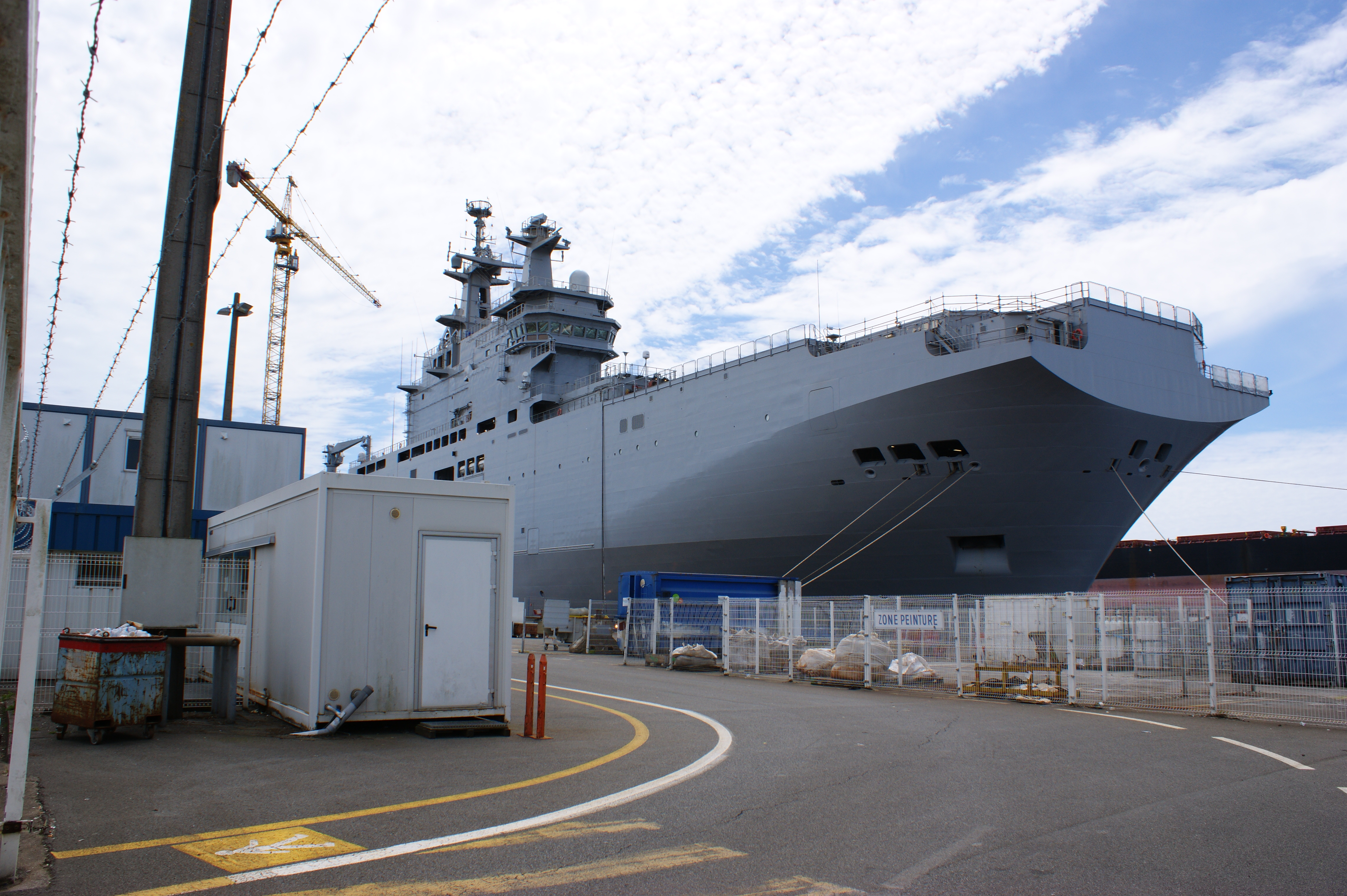
Le Vladivostok, devenu en 2016 le Gamal Abdel Nasser à Saint-Nazaire en juin 2014.

Dès octobre 2009, la Flotte maritime militaire de Russie a exprimé le besoin d'un ou deux bâtiments et de l'éventuelle construction d'autres sous transfert de technologie,, avec livraison d'un premier bâtiment fin 2014 et d'un second fin 2015.
Le 24 décembre 2010, un communiqué commun des présidents russe et français annonce que la Marine russe retient le type Mistral. Deux bâtiments seront construits à Saint-Nazaire par STX France avec la participation des chantiers navals russes OSK (Chantiers de la Baltique), et éventuellement, deux autres en Russie. Finalement, le ministre de la Défense Alain Juppé signe à Saint-Nazaire le 25 janvier 2011 avec le vice-premier ministre de la fédération de Russie, Igor Setchine, une lettre d'intention portant sur la construction de quatre navires.
Fin 2013, une grave crise politique débute en Ukraine et entraîne l'annexion de la Crimée par la Russie en mars 2014. Plusieurs alliés de la France réclament dès l'été 2014 une suspension de la livraison des navires. C'est le cas de l'Allemagne, du Royaume-Uni et des États-Unis.
Après plusieurs mois d'hésitation, le président de la République François Hollande déclare en novembre 2014 que la situation dans l’est de l’Ukraine ne permet pas la livraison du premier navire. Le 25 novembre 2014, sur l'un de deux navires en construction, le Sebastopol, les responsables du chantier constatent la disparition de deux disques durs, d'une carte mère et d’une carte graphique d'un système de haute technologie radar mis en place par le groupe Thales. La police judiciaire de Nantes n'a toutefois relevé aucune trace d'effraction. Le 5 août 2015, la France officialise un accord d'annulation, de la livraison des deux navires, conclu entre les deux pays.
En conséquence de cette annulation, la France s'engage dans un communiqué à rembourser à la Russie les "sommes avancées", incluant la livraison des deux navires, les frais engagés pour l'aménagement du port de Vladivostok, l'adaptation de 32 hélicoptères K52 et la formation de 400 marins russes, soit environ un milliard d'euros.
Après le refus français de vendre les navires à la Russie, quatre pays sont intéressés par l'achat de ces navires : le Canada (mais la mise aux normes de l'OTAN est complexe et coûteuse), l'Inde, Singapour et l'Égypte qui se porte acquéreur des deux navires, avec l'aide financière de l'Arabie saoudite. En janvier 2016, l’ex-Sebastopol, qui n’a pas pris la mer depuis une dizaine de mois entre en cale sèche dans la forme Joubert, à Saint-Nazaire pour y bénéficier d’un carénage et sa livraison à la marine égyptienne a lieu en juin 2016, son aîné, l’ex-Vladivistok le suivra ensuite en cale sèche avec une livraison en septembre 2016,.
Par la suite, la Russie a décidé de lancer sa propre classe de porte-hélicoptères, la classe Lavina. La construction de deux navires a démarré en 2020 à Kertch pour une mise en service prévue en 2025 et 2026.

### Prospects et perspectives d'évolution du concept des Mistral
Mises en avant dès les premières études du BIP en 1997, confirmées lors du salon Euronaval 2007, les possibilités d’évolution de la classe Mistral sont uniques au monde, ou du moins, plus importantes que celles de la famille Enforcer des arsenaux néerlandais Royal Schelde, qui comprend des bâtiments modulaires, des LPD de 8 000  et   13 000 tonnes au LHD de 18 000 tonnes. DCNS, abandonnant le BIP 8 de 8 000 tonnes décidément peu adapté aux opérations amphibies, présentait une BPC Family comprenant les BPC 140 de 13 500 tonnes, 160 de 16 700 et un plus gros bâtiment, le BPC 250 de 24 542 tonnes et de 214,50 mètres, non pas « dérivé du projet présenté à l’Australie », mais en fait la version originale du BPC qui aurait été proposée et écartée pour raisons budgétaires par le ministère de la Défense français, selon l’Australian Strategic Policy Institute (ASPI).
À en croire la DGA, les marines allemande, canadienne, malaise, suédoise, australienne et portugaise seraient des clients potentiels du bâtiment. Rajoutons qu’à l’échéance d’une décennie les marines sud-africaine (en concurrence avec le Type MHD 200
),, brésilienne et, dans une moindre mesure, turque, pourraient devenir des « outsiders de la puissance aéronavale ». L'Inde est également un prospect intéressant, DCNS tentant de s'y associer avec des chantiers locaux. Ces perspectives expliquent les escales du Mistral ou du Tonnerre de 2006-2007 dans leurs ports, cérémonies protocolaires et rencontre avec les représentants de DCNS à l’appui.
En août 2005, le concept BPC du team DCNS/Australian Defense Industries (devenu Thales Australia) est présélectionné par l’Australie face au futur Buque de Proyección Estratégica de Navantia/Tenix pour concourir à son Amphibious Ship Program. Le BPC perd finalement la compétition en juin 2007, malgré ses qualités dont notamment, selon ses promoteurs, une livraison plus rapide et des coûts d’exploitation réduits grâce à un équipage « de 42 % inférieur » à celui de son concurrent.
D’autres concurrents apparaissent, comme la Corée du Sud, qui a lancé un programme de grande envergure de quatre LHD de 18 000 tonnes de la classe Dokdo, dont finalement deux sont construits (le Dokdo en service au sein de la Marine coréenne en 2007 et le Marado commissionnés en 2021), qui pourraient être proposés à bas prix à l’export. De plus, le 22 octobre 2007, le sud-coréen STX Shipbuilding devient le principal actionnaire d’Aker Yards et le propriétaire des chantiers de Saint-Nazaire.
En 2008, la marine algérienne qui recherche également à acquérir deux unités, apparait comme un client potentiel. À cet effet, une escale du Tonnerre a lieu à Alger les 9 et 10 juin 2008,,. Mais en 2011, l'Algérie décide d'acheter un seul navire, de la Classe San Giorgio améliorée BDSL. Le Kalaat Béni Abbès, qui devient le navire amiral de la marine algérienne, est un bâtiment de taille bien plus modeste (8 800 t contre les 21 300 t pour les Mistral), mais doté de moyens d'auto-défense avancés (radar EMPAR, 16 missiles Aster-15, tourelle Otobreda 76 mm, deux canons de 25 mm, équipements de guerre électronique, etc.).

## Culture
- Un espace thématique itinérant « Mistral » & « Tonnerre », navires de demain est ouvert au public sur le réseau du musée national de la Marine au palais de Chaillot à Paris (du 13 octobre 2004 au 16 mai 2005) puis sur ses sites du château de Brest (du 11 juin au 15 décembre 2005) et de l’ancien arsenal de Toulon (du 1er février au 8 juin 2006)[92] ;
- Une exposition Débarquements, illustrant l’histoire des opérations amphibies de débarquement, a eu lieu au musée national de la Marine au palais de Chaillot à Paris du 22 octobre 2008 au 9 février 2009 ;
- Une exposition de photographies de Cybèle Desarnauts, Au cœur du « Mistral », s'est tenue du 11 février au 6 mars 2010 sur le quai Cronstadt à Toulon. Elle présentait des photographies issues du recueil du même nom[93].